# Sebastiano De Albertis

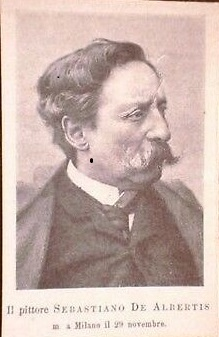

Sebastiano De Albertis (Milano, 14 gennaio 1828 – Milano, 29 novembre 1897) è stato un pittore italiano.

## Biografia
Allievo dell'Accademia di Belle Arti di Brera, contemporaneamente frequenta gli studi del pittore di storia Roberto Focosi e di Domenico e Gerolamo Induno. La sua presenza alle Esposizioni di Belle Arti di Brera, con soggetti storici di impegno civile, è inizialmente discontinua a causa della partecipazione come volontario ai moti risorgimentali e alle guerre d'indipendenza. Fin dal 1855 si dedica al genere militare-patriottico con un ricco repertorio di battaglie, replicate in diverse varianti, che divengono progressivamente una sua specializzazione. Al suo rientro a Milano aderisce alla "Società della Confusion", con Tranquillo Cremona e Eleuterio Pagliano, in seguito istituzionalizzato come "Circolo degli Artisti" nel 1875.
All'interno di questo clima culturale gravitante attorno al movimento della Scapigliatura, risalgono le prime prove all'acquerello e la produzione più disimpegnata dell'artista, caratterizzata da temi di costume e di vita contemporanea, tra cui le celebri corse di cavalli. In seguito alla prematura scomparsa dell'unico figlio, Enrico, nel 1874 si assiste al ritorno ad una pittura a carattere patriottico, di forte valenza civile. Nel 1880 dipinge La Carica di Pastrengo (30 aprile 1848) esposta al Museo Storico dell'Arma dei Carabinieri. Insignito di numerosi riconoscimenti ufficiali, nel 1884 entra a far parte della Commissione per l'istituzione del Museo del Risorgimento di Milano. Nel 1887 dipinge Scena militare esposta al Museo Cantonale d'Arte di Lugano.
Nel 1896, poco prima di morire, dipinge il ritratto in piedi del Cavaliere Francesco Ponti (1832-1895) per le raccolte d'arte dell'Ospedale Maggiore di Milano.